# سارا كول
سارا كول هي لاعبة كرة قدم سويدية، ولدت في 16 يوليو 1977 في السويد. شاركت مع منتخب السويد لكرة القدم للسيدات.

## وصلات خارجية
- سارا كول على موقع الاتحاد الدولي (مؤرشف)  (الإنجليزية)
- سارا كول على موقع قاعدة بيانات كرة القدم.إي يو (الإنجليزية)
- سارا كول على موقع أوليمبيديا (الإنجليزية)
- سارا كول على موقع اللجنة الأولمبية السويدية (السويدية)